# Onthophagus yackatoon
Onthophagus yackatoon é uma espécie de inseto do género Onthophagus, família Scarabaeidae, ordem Coleoptera.
Foi descrita cientificamente por Storey & Weir em 1990.